# Plik tekstowy
Plik tekstowy (ang. text file) – plik zawierający dane w postaci alfanumerycznej. 

## Historia
Plik tekstowy wprowadzono w początkach rozwoju technik komputerowych, gdy w użyciu były urządzenia peryferyjne wykorzystujące tekstowy format danych, np. dalekopis, drukarka wierszowa, czytnik kart dziurkowanych.

## Zastosowanie
Wyróżnienie formatu pliku tekstowego wynikało z przyjęcia standardu pracy urządzeń drukujących – pliki tekstowe mogły być bezpośrednio wysyłane do drukarek, dalekopisów czy na monitor komputera.
Pliki tekstowe są nadal szeroko wykorzystywane, głównie jako pliki konfiguracyjne, dokumentacje czy instrukcje dla systemu operacyjnego, programów, aplikacji – ogólnie dla oprogramowania. Nazwy plików tekstowych mają, zazwyczaj, rozszerzenie TXT. Większość procesorów tekstu posiada możliwość zapisu dokumentu w formacie pliku tekstowego, wiąże się to jednak z utratą informacji o formatowaniu tego dokumentu. Pliki tekstowe są również odczytywane przez większość czytników e-booków.
Przykładem pliku tekstowego może być plik źródłowy strony internetowej, z rozszerzeniem nazwy HTM lub HTML. Programy pisane w języku skryptowym również zapisywane są w plikach tekstowych, z dowolnym rozszerzeniem nazwy.
Typ MIME: text/plain.

## Budowa
Plik tekstowy:
- składa się ze znaków (patrz kod znaku),
  - może się rozpoczynać znakiem kolejności bajtów (BOM),
  - może zawierać znaki końca linii (EOL),
  - jest zakończony znakiem końca pliku (EOF).

## Rozszerzenia
Typowe rozszerzenia:
- pliki WWW: html (lub htm), xml, css, svg (lub svgz), json, ...
- kody źródłowe: c, cpp (lub cc, cxx, c++), h (lub hh, hpp, hxx czy h++ w przypadku C++), cs, js (lub mjs w przypadku modułów), py (lub pyw w przypadku aplikacji GUI), java, rb, pl (lub xs, pod czy t, pm w przypadku modułów), php (lub phtml czy pht, php-s, phar, php3 w przypadku PHP 3, php4 w przypadku PHP 4, php5 w przypadku PHP 5, php7 w przypadku PHP 7, phps w przypadku tzw. Źródła PHP[4] (ang. PHP Source, gdy uruchomi się skrypt z tym rozszerzeniem, kod nie jest uruchamiany, ale jedynie podświetlany w przeglądarce[4][5]. Uwaga: działa tylko na odpowiednio skonfigurowanych serwerach[4][5])), sh, lua, ...
- dokumenty: txt, tex, markdown (lub md), asciidoc (lub adoc czy asc), ...
- pliki konfiguracyjne: ini, cfg, rc, reg, ...
- pliki z danymi w formie tabeli (tabularne): csv, tsv (lub tab), ...